# Tacícuaro
Tacícuaro es una localidad situada en el municipio de Morelia en el Estado de Michoacán.

## Toponimia
Su nombre significa “lugar de descanso”. Esta tenencia, junto con San Nicolás, Teremendo de los Reyes, y Capula, se dicen que fueron de las principales comunidades en fundarse ya que tiene cuatro siglos de antigüedad.

## Población
Hay 1,538 habitantes. En la lista de los pueblos más poblados de todo el municipio, es el número 21 del ranking. 
| Año  | Habitantes Mujeres | Habitantes hombres | Total habitantes |
| ---- | ------------------ | ------------------ | ---------------- |
| 2020 | 789                | 749                | 1538             |
| 2010 | 723                | 705                | 1428             |
| 2005 | 703                | 685                | 1388             |

## Geografía
Tacícuaro está a 2,087 metros de altitud.Se localiza al Oeste de Morelia a 16 km. Esta tenencia colinda al Norte con Cuto de La Esperanza; al Sur con Tiripetío y Santiago Undameo, al Este con San Nicolás Obispo y la ciudad de Morelia; y al Oeste con Capula.

## Cultura
En lo que respecta a la gastronomía del lugar, dentro de su alimentación básica se encuentran los frijoles, pollo, carne, sopas, capulines, tejocotes, verduras; por otro lado,en temporada de fiestas, se acostumbra cocinar: mole con arroz, carnitas, barbacoa, pollo asado, corundas y pozole.

## Atractivos Turísticos
- Templo de Santa María de la Asunción.
- Cerro del Águila.
- “Coto Tres Lagos” (Cabañar)